# Homalopetalum pachyphyllum
Homalopetalum pachyphyllum är en orkidéart som först beskrevs av Louis Otho Otto Williams, och fick sitt nu gällande namn av Robert Louis Dressler. Homalopetalum pachyphyllum ingår i släktet Homalopetalum och familjen orkidéer. Inga underarter finns listade i Catalogue of Life.